# Championnat de Bulgarie de football 2020-2021
Navigation
Édition précédente Édition suivante
La saison 2020-2021 du Championnat de Bulgarie de football est la 97e édition du championnat de première division en Bulgarie. Les quatorze meilleurs clubs du pays se retrouvent au sein d'une poule unique suivie d'une phase de barrages.
La première journée est initialement programmée au 24 juillet 2020, mais elle est finalement repoussée au 7 août 2020 en raison de la pandémie de Covid-19,. 
Le Ludogorets Razgrad remporte son 10e titre consécutif lors de la 27e journée

## Participants
Légende des couleurs
- Premier tour de qualification de la Ligue des champions 2020-2021
- Premier tour de qualification de la Ligue Europa 2020-2021
- Promu de deuxième division

| Club                | Présent depuis | Classement 2019-2020 | Stade                        | Capacité théorique |
| ------------------- | -------------- | -------------------- | ---------------------------- | ------------------ |
| Ludogorets Razgrad  | 2012           | 1                    | Ludogorets Arena             | 8 808              |
| CSKA Sofia          | 2016           | 2                    | Stade de l'armée bulgare     | 18 495             |
| Slavia Sofia        | 1952           | 3                    | Stade Slavia                 | 25 556             |
| Levski Sofia        | 1923           | 4                    | Stade Georgi Asparoukhov     | 25 000             |
| Lokomotiv Plovdiv   | 2002           | 5                    | Stade Lokomotiv              | 13 000             |
| Beroe Stara Zagora  | 2009           | 6                    | Stade Beroe                  | 12 128             |
| Tcherno More Varna  | 2001           | 7                    | Stade Ticha                  | 8 250              |
| Botev Plovdiv       | 2013           | 8                    | Complexe Botev 1912          | 4 000              |
| Arda Kardjali       | 2019           | 9                    | Arena Arda                   | 15 000             |
| Etar Veliko Tarnovo | 2017           | 10                   | Stade Ivaylo                 | 25 000             |
| Botev Vratsa        | 2018           | 11                   | Stade Hristo Botev           | 12 000             |
| Tsarsko Selo Sofia  | 2019           | 13                   | Complexe Tsarsko Selo        | 2 000              |
| FK CSKA 1948 Sofia  | 2020           | 1 (D2)               | Stade national Vassil-Levski | 43 230             |
| PFK Montana         | 2020           | 2 (D2)               | Stade Ogosta                 | 6 000              |

## Règlement
Le barème utilisé pour établir le classement est le suivant : une victoire vaut trois points, le match nul un, la défaite ne rapporte aucun point.
Pour départager les équipes, les critères suivants sont utilisés:
1. Résultats lors des confrontations directes (dans l'ordre : nombre de points, différence de buts, buts marqués, buts marqués à l'extérieur (ce dernier cas n'est appliqué que si seulement deux équipes sont à égalité))
2. Différence de buts générale
3. Nombre de buts marqués
4. Classement au fair-play (nombre de cartons obtenus au cours de la saison)
5. Tirage au sort

## Phase régulière

### Classement
| Rang | Équipe               | Pts | J  | G  | N  | P  | Bp | Bc | Diff |
| ---- | -------------------- | --- | -- | -- | -- | -- | -- | -- | ---- |
| 1    | Ludogorets Razgrad T | 64  | 26 | 20 | 4  | 2  | 59 | 18 | +41  |
| 2    | Lokomotiv Plovdiv    | 52  | 26 | 15 | 7  | 4  | 41 | 19 | +22  |
| 3    | CSKA Sofia           | 50  | 26 | 14 | 8  | 4  | 39 | 20 | +19  |
| 4    | Arda Kardjali        | 45  | 26 | 12 | 9  | 5  | 36 | 29 | +7   |
| 5    | CSKA 1948 Sofia P    | 38  | 26 | 10 | 8  | 8  | 34 | 30 | +4   |
| 6    | Beroe Stara Zagora   | 37  | 26 | 10 | 7  | 9  | 38 | 28 | +10  |
| 7    | Tcherno More Varna   | 37  | 26 | 10 | 7  | 9  | 27 | 25 | +2   |
| 8    | Tsarsko Selo Sofia   | 34  | 26 | 9  | 7  | 10 | 29 | 27 | +2   |
| 9    | Levski Sofia         | 28  | 26 | 7  | 7  | 11 | 25 | 27 | -2   |
| 10   | Botev Plovdiv        | 24  | 26 | 5  | 9  | 12 | 25 | 46 | -21  |
| 11   | Slavia Sofia         | 23  | 26 | 6  | 5  | 15 | 19 | 40 | -21  |
| 12   | Botev Vratsa         | 22  | 26 | 6  | 4  | 16 | 26 | 39 | -13  |
| 13   | Etar Veliko Tarnovo  | 22  | 26 | 4  | 10 | 12 | 20 | 45 | -25  |
| 14   | PFK Montana P        | 20  | 26 | 4  | 8  | 14 | 21 | 46 | -25  |

|  | Qualification pour les barrages de championnat                                           |
|  | Qualification pour les barrages de Ligue Europa Conférence                               |
|  | Qualification pour les barrages de relégation                                            |
|  | T : Tenant du titre C : Vainqueur de la Coupe de Bulgarie P : Promu de deuxième division |

### Résultats
| Résultats (▼dom., ►ext.) | ARD | BER | BOP | BOV | CSKA | CSK1 | ETA | LEV | LOK | LUD | MON | SLA | TCH | TSA |
| Arda Kardjali            |     | 1-0 | 3-2 | 3-2 | 1-1  | 1-1  | 3-2 | 1-1 | 0-2 | 2-2 | 3-0 | 2-1 | 1-0 | 2-0 |
| Beroe Stara Zagora       | 0-1 |     | 3-0 | 6-0 | 1-0  | 0-0  | 1-2 | 2-1 | 1-3 | 1-4 | 0-0 | 1-1 | 2-1 | 0-1 |
| Botev Plovdiv            | 0-2 | 3-3 |     | 2-0 | 0-3  | 3-2  | 1-1 | 2-1 | 2-0 | 0-2 | 1-1 | 0-1 | 0-0 | 0-0 |
| Botev Vratsa             | 0-0 | 1-2 | 1-2 |     | 1-2  | 0-0  | 5-1 | 1-3 | 0-1 | 3-1 | 2-0 | 1-2 | 0-1 | 0-3 |
| CSKA Sofia               | 1-1 | 1-1 | 2-1 | 2-1 |      | 2-0  | 1-0 | 1-0 | 0-0 | 2-2 | 6-0 | 1-0 | 1-0 | 1-0 |
| CSKA 1948 Sofia          | 0-2 | 1-0 | 5-0 | 1-0 | 2-2  |      | 5-1 | 0-0 | 1-0 | 0-3 | 2-0 | 5-1 | 0-0 | 2-1 |
| Etar Veliko Tarnovo      | 0-0 | 2-3 | 0-0 | 0-0 | 2-2  | 3-1  |     | 0-0 | 1-3 | 0-2 | 0-0 | 1-1 | 0-4 | 1-0 |
| Levski Sofia             | 1-2 | 0-2 | 2-2 | 0-0 | 0-2  | 3-0  | 2-1 |     | 1-0 | 0-3 | 2-0 | 1-0 | 1-2 | 0-1 |
| Lokomotiv Plovdiv        | 0-0 | 1-1 | 6-0 | 2-1 | 2-1  | 1-1  | 1-1 | 1-0 |     | 3-2 | 2-2 | 2-0 | 2-1 | 2-0 |
| Ludogorets Razgrad       | 1-0 | 2-0 | 2-1 | 2-1 | 1-0  | 4-0  | 6-0 | 1-0 | 3-1 |     | 1-0 | 3-0 | 1-0 | 1-1 |
| PFK Montana              | 3-3 | 1-1 | 3-1 | 0-1 | 1-2  | 1-0  | 1-0 | 0-4 | 0-1 | 1-3 |     | 2-1 | 1-1 | 3-4 |
| Slavia Sofia             | 3-2 | 0-2 | 0-0 | 0-2 | 0-1  | 1-3  | 0-0 | 1-0 | 0-2 | 0-2 | 2-1 |     | 1-1 | 1-0 |
| Tcherno More Varna       | 2-0 | 2-1 | 1-0 | 2-1 | 1-1  | 1-2  | 0-1 | 0-0 | 0-0 | 1-4 | 3-0 | 3-2 |     | 1-0 |
| Tsarsko Selo Sofia       | 4-0 | 0-2 | 2-2 | 1-2 | 2-1  | 0-0  | 3-0 | 2-2 | 0-3 | 1-1 | 0-0 | 2-0 | 1-0 |     |

## Barrages de championnat
Les points et buts marqués lors de la phase championnat sont retenus en totalité. À l'issue de cette phase, le premier au classement remporte le championnat et se qualifie pour le premier tour de qualification de la Ligue des champions 2021-2022, le deuxième se qualifie pour le deuxième tour de qualification de la Ligue Europa Conférence 2021-2022, et le troisième se qualifie pour un match d'appui face au vainqueur des barrages européens. Si le vainqueur de la Coupe de Bulgarie termine dans les trois premières places, la place de barrage est laissée au quatrième du championnat.
| Rang | Équipe             | Pts | J  | G  | N  | P  | Bp | Bc | Diff |  | Résultats (▼ dom., ► ext.) | LUD | LOK | CSKA | ARD | CSK1 | BER |
| ---- | ------------------ | --- | -- | -- | -- | -- | -- | -- | ---- |  | -------------------------- | --- | --- | ---- | --- | ---- | --- |
| 1    | Ludogorets Razgrad | 70  | 31 | 22 | 4  | 5  | 69 | 29 | +40  |  | Ludogorets Razgrad         |     | 1-2 |      | 4-1 |      | 3-1 |
| 2    | Lokomotiv Plovdiv  | 61  | 31 | 17 | 10 | 4  | 48 | 23 | +25  |  | Lokomotiv Plovdiv          |     |     | 2-0  |     | 0-0  | 0-0 |
| 3    | CSKA Sofia C       | 59  | 31 | 17 | 8  | 6  | 46 | 24 | +22  |  | CSKA Sofia C               | 4-1 |     |      | 1-0 |      | 2-0 |
| 4    | Arda Kardjali      | 50  | 31 | 13 | 11 | 7  | 42 | 37 | +5   |  | Arda Kardjali              |     | 3-3 |      |     | 0-0  |     |
| 5    | CSKA 1948 Sofia    | 47  | 31 | 12 | 11 | 8  | 41 | 34 | +7   |  | CSKA 1948 Sofia            | 3-1 |     | 1-0  |     |      |     |
| 6    | Beroe Stara Zagora | 39  | 31 | 10 | 9  | 12 | 42 | 38 | +4   |  | Beroe Stara Zagora         |     |     |      | 0-2 | 3-3  |     |

|  | Qualification pour le premier tour de qualification de la Ligue des champions 2021-2022.      |
|  | Qualification pour le deuxième tour de qualification de la Ligue Europa Conférence 2021-2022. |
|  | Qualification pour le barrage final européen.                                                 |
|  | T : Tenant du titre C : Vainqueur de la Coupe de Bulgarie                                     |

## Barrages de Ligue Europa Conférence
Les points et buts marqués lors de la phase championnat sont retenus en totalité. À l'issue de cette phase, le premier au classement se qualifie pour un match d'appui face au 2e des barrages de championnat. 
| Rang | Équipe             | Pts | J  | G  | N  | P  | Bp | Bc | Diff |  | Résultats (▼ dom., ► ext.) | TCH | LEV | TSA | BOP |
| ---- | ------------------ | --- | -- | -- | -- | -- | -- | -- | ---- |  | -------------------------- | --- | --- | --- | --- |
| 7    | Tcherno More Varna | 45  | 32 | 12 | 9  | 11 | 37 | 34 | +3   |  | Tcherno More Varna         |     | 1-2 | 3-3 | 3-1 |
| 8    | Levski Sofia       | 41  | 32 | 11 | 8  | 12 | 34 | 32 | +2   |  | Levski Sofia               | 2-1 |     | 1-1 | 1-2 |
| 9    | Tsarsko Selo Sofia | 37  | 32 | 9  | 10 | 13 | 33 | 39 | -6   |  | Tsarsko Selo Sofia         | 0-1 | 0-2 |     | 0-0 |
| 10   | Botev Plovdiv      | 32  | 32 | 7  | 11 | 14 | 34 | 52 | -18  |  | Botev Plovdiv              | 1-1 | 0-1 | 5-0 |     |

|  | Qualification pour le barrage final européen. |

### Barrage final européen
| Équipe 1      | Résultat | Équipe 2           |
| ------------- | -------- | ------------------ |
| Arda Kardjali | 1 - 0    | Tcherno More Varna |

Légende des couleurs
- Qualification pour le deuxième tour de qualification de la Ligue Europa Conférence 2021-2022.

## Barrages de relégation
Les points et buts marqués lors de la phase championnat sont retenus en totalité. À l'issue de cette phase, les deux derniers sont relégués en deuxième division tandis que le 12e se qualifie pour un match d'appui face au 3e de deuxième division. 
| Rang | Équipe              | Pts | J  | G | N  | P  | Bp | Bc | Diff |  | Résultats (▼ dom., ► ext.) | SLA | BOV | ETA | MON |
| ---- | ------------------- | --- | -- | - | -- | -- | -- | -- | ---- |  | -------------------------- | --- | --- | --- | --- |
| 11   | Slavia Sofia        | 34  | 32 | 9 | 7  | 16 | 28 | 44 | -16  |  | Slavia Sofia               |     | 2-0 | 1-1 | 0-2 |
| 12   | Botev Vratsa        | 30  | 32 | 8 | 6  | 18 | 31 | 45 | -14  |  | Botev Vratsa               | 1-1 |     | 1-0 | 2-0 |
| 13   | PFK Montana         | 28  | 32 | 6 | 9  | 16 | 26 | 52 | -26  |  | PFK Montana                | 0-2 | 1-1 |     | 1-0 |
| 14   | Etar Veliko Tarnovo | 28  | 32 | 6 | 10 | 16 | 25 | 53 | -28  |  | Etar Veliko Tarnovo        | 0-3 | 2-0 | 1-2 |     |

|  | Barrage final de relégation.     |
|  | Relégation en deuxième division. |

### Barrage final de relégation
| Équipe 1          | Résultat | Équipe 2             |
| ----------------- | -------- | -------------------- |
| Botev Vratsa (D1) | 1 - 0    | (D2) Septemvri Sofia |

Légende des couleurs
- Le club se maintient en première division.
- Promotion en première division.
- Le club reste en deuxième division.
- Relégation en deuxième division.

## Bilan de la saison
| Championnat de Bulgarie de football 2020-2021 |                                |
| Champion                                      | Ludogorets Razgrad (10e titre) |
| Dauphin                                       | Lokomotiv Plovdiv              |
| Coupes et trophées                            |                                |
| Vainqueur de la Coupe de Bulgarie 2020-2021   | CSKA Sofia                     |
| Vainqueur de la Supercoupe de Bulgarie 2020   | Lokomotiv Plovdiv              |
| Qualifications continentales                  |                                |
| Ligue des champions 2021-2022                 | Ludogorets Razgrad             |
| Ligue Europa Conférence 2021-2022             | CSKA Sofia                     |
| Ligue Europa Conférence 2021-2022             | Lokomotiv Plovdiv              |
| Ligue Europa Conférence 2021-2022             | Arda Kardjali                  |
| Promotions et relégations                     |                                |
| Promus en première division                   | Pirin Blagoevgrad              |
| Promus en première division                   | Lokomotiv Sofia                |
| Relégués en deuxième division                 | PFK Montana                    |
| Relégués en deuxième division                 | Etar Veliko Tarnovo            |